# Halterofilismo nos Jogos Olímpicos de Verão de 2012 - Até 94 kg masculino

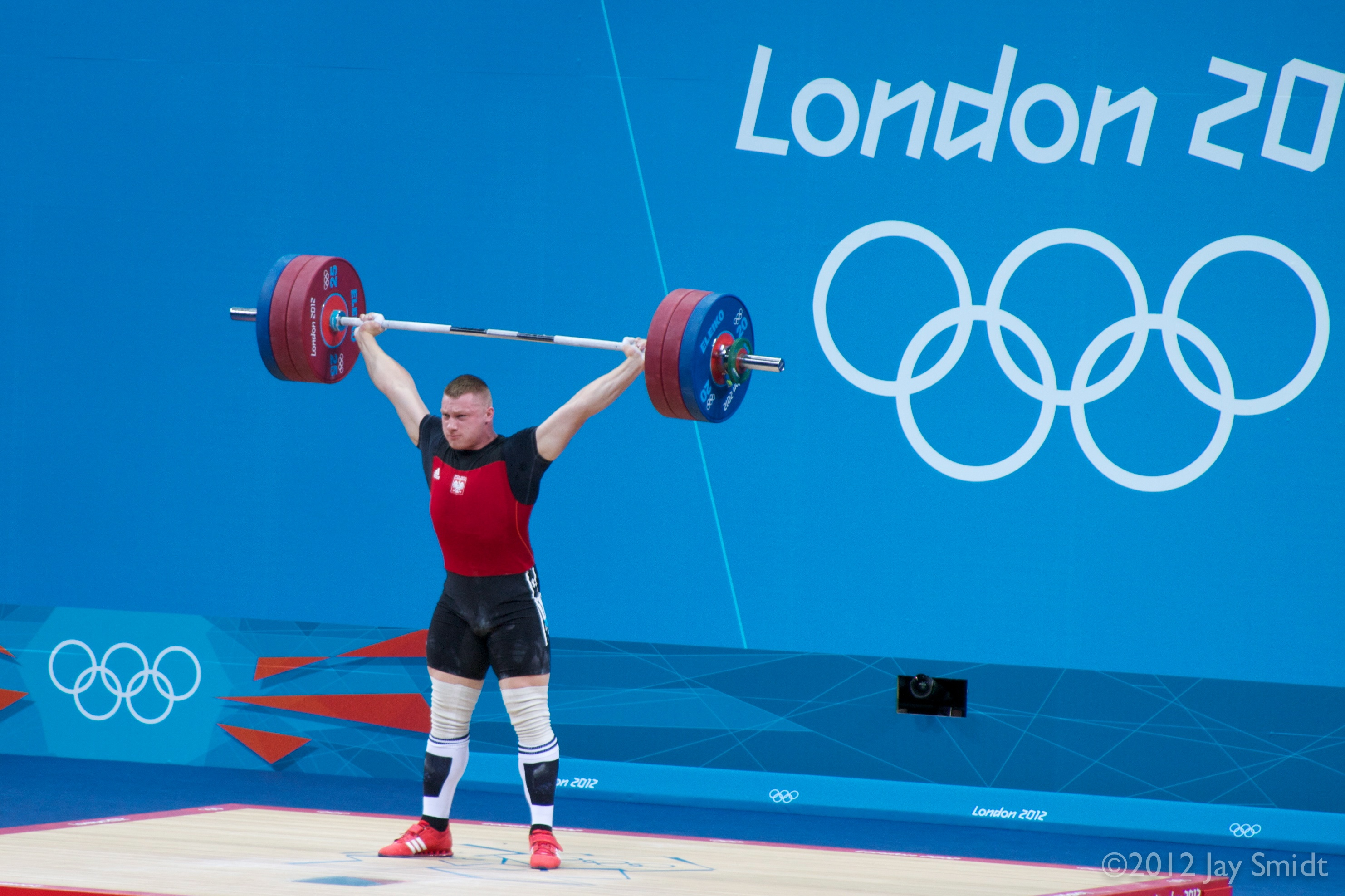
Tomasz Zieliński, da Polônia, durante a competição em Londres.

A competição da categoria até 94 kg masculino do halterofilismo nos Jogos Olímpicos de Verão de 2012 foi realizada no dia 4 de agosto no ExCeL, em Londres.
Originalmente o russo Aleksandr Ivanov e o moldávio Anatolii Cîrîcu conquistaram as medalhas de prata e bronze, respectivamente, mas foram desclassificados em 21 de novembro de 2016 após a reanálise de seus testes antidoping acusar o uso das substâncias turinabol (ambos) e tamoxifeno (apenas Ivanov). Em 25 de novembro do mesmo mês, foi desclassificado o cazaque Ilia Ilin, então medalhista de ouro, por uso da substância estanozolol. As medalhas foram realocadas pela Federação Internacional de Halterofilismo.

## Calendário
Horário local (UTC+1)
| Dia         | Horário | Fase    |
| ----------- | ------- | ------- |
| 4 de agosto | 15:30   | Grupo B |
| 4 de agosto | 19:00   | Grupo A |

## Recordes
Antes desta competição, os recordes mundiais e olímpicos da prova eram os seguintes:
| Recorde mundial  | Arranque  | GRE Akakios Kakiasvilis | 188 kg | Atenas, Grécia    | 27 de novembro de 1999 |
| Recorde mundial  | Arremesso | POL Szymon Kołecki      | 232 kg | Sófia, Bulgária   | 29 de abril de 2000    |
| Recorde mundial  | Total     | GRE Akakios Kakiasvilis | 412 kg | Atenas, Grécia    | 27 de novembro de 1999 |
| Recorde olímpico | Arranque  | IRI Kourosh Bagheri     | 187 kg | Sydney, Austrália | 24 de setembro de 2000 |
| Recorde olímpico | Arremesso | KAZ Ilia Ilin           | 226 kg | Pequim, China     | 17 de agosto de 2008   |
| Recorde olímpico | Total     | KAZ Ilia Ilin           | 406 kg | Pequim, China     | 17 de agosto de 2008   |

Depois da competição, oito recordes foram quebrados:
| Recorde mundial  | Total     | KAZ Ilia Ilin | 413 kg | Londres, Grã-Bretanha | 4 de agosto de 2012 |
| Recorde mundial  | Arremesso | KAZ Ilia Ilin | 233 kg | Londres, Grã-Bretanha | 4 de agosto de 2012 |
| Recorde mundial  | Total     | KAZ Ilia Ilin | 418 kg | Londres, Grã-Bretanha | 4 de agosto de 2012 |
| Recorde olímpico | Total     | KAZ Ilia Ilin | 409 kg | Londres, Grã-Bretanha | 4 de agosto de 2012 |
| Recorde olímpico | Arremesso | KAZ Ilia Ilin | 228 kg | Londres, Grã-Bretanha | 4 de agosto de 2012 |
| Recorde olímpico | Total     | KAZ Ilia Ilin | 413 kg | Londres, Grã-Bretanha | 4 de agosto de 2012 |
| Recorde olímpico | Arremesso | KAZ Ilia Ilin | 233 kg | Londres, Grã-Bretanha | 4 de agosto de 2012 |
| Recorde olímpico | Total     | KAZ Ilia Ilin | 418 kg | Londres, Grã-Bretanha | 4 de agosto de 2012 |

Com a desclassificação de Ilin por doping, todos os seus resultados e recordes foram anulados.

## Medalhistas
| Ouro   | IRI Saeid Mohammadpour |
| Prata  | KOR Kim Min-jae        |
| Bronze | POL Tomasz Zieliński   |

## Resultados
Nessa edição, participaram 21 atletas.
| Pos.              | Nome                     | Grupo | Peso  | Arranque (kg) | Arranque (kg) | Arranque (kg) | Arranque (kg) | Arremesso (kg) | Arremesso (kg) | Arremesso (kg) | Arremesso (kg) | Total (kg) |
| Pos.              | Nome                     | Grupo | Peso  | 1             | 2             | 3             | Res.          | 1              | 2              | 3              | Res.           | Total (kg) |
| ----------------- | ------------------------ | ----- | ----- | ------------- | ------------- | ------------- | ------------- | -------------- | -------------- | -------------- | -------------- | ---------- |
| Medalha de ouro   | IRI Saeid Mohammadpour   | A     | 94.00 | 177           | 180           | 183           | 183           | 219            | 224            | 226            | 219            | 402        |
| Medalha de prata  | KOR Kim Min-jae          | A     | 93.68 | 178           | 182           | 185           | 185           | 210            | 220            | 221            | 210            | 395        |
| Medalha de bronze | POL Tomasz Zieliński     | B     | 93.61 | 167           | 172           | 175           | 175           | 208            | 210            | 215            | 210            | 385        |
| 4                 | BLR Aliaksandr Makaranka | B     | 93.65 | 165           | 170           | 175           | 175           | 200            | 205            | 209            | 209            | 384        |
| 5                 | UKR Kostyantyn Piliyev   | B     | 93.59 | 160           | 166           | 166           | 166           | 200            | 206            | 206            | 206            | 372        |
| 6                 | GRE David Kavelasvili    | B     | 93.21 | 165           | 170           | 173           | 170           | 200            | 205            | 205            | 200            | 370        |
| 7                 | KSA Abbas Al-Qaisoum     | B     | 93.06 | 140           | 150           | 155           | 155           | 171            | 180            | 185            | 180            | 335        |
| 8                 | GBR Peter Kirkbride      | B     | 93.37 | 138           | 142           | 142           | 138           | 180            | 185            | 190            | 190            | 328        |
| 9                 | KIR David Katoatau       | B     | 93.32 | 135           | 140           | 140           | 140           | 185            | 190            | 190            | 185            | 325        |
| 10                | HON Christopher Pavón    | B     | 93.20 | 130           | 135           | 140           | 140           | 170            | 177            | 180            | 180            | 320        |
| 11                | FIN Miika Antti-Roiko    | B     | 93.63 | 140           | 140           | 140           | 140           | 180            | 180            | 185            | 180            | 320        |
| 12                | RSA Jean Greeff          | B     | 93.32 | 130           | 137           | 141           | 137           | 170            | 175            | 176            | 176            | 313        |
| —                 | POL Arsen Kasabijew      | A     | 93.56 | 170           | 174           | 174           | 170           | —              | —              | —              | —              | —          |
| —                 | RUS Andrey Demanov       | A     | 93.85 | 175           | 180           | 182           | 182           | 215            | 225            | 225            | 225            | 407 DSQ    |
| —                 | RUS Aleksandr Ivanov     | A     | 93.30 | 180           | 185           | 185           | 185           | 215            | 224            | 229            | 224            | 409 DSQ    |
| —                 | ARM Norayr Vardanyan     | A     | 93.83 | 170           | 175           | 175           | 170           | 210            | 216            | 216            | 210            | 380 DSQ    |
| —                 | KAZ Ilia Ilin            | A     | 93.52 | 177           | 182           | 185           | 185           | 224            | 228            | 233            | 233 WR         | 418 WR DSQ |
| —                 | MDA Anatolii Cîrîcu      | A     | 93.29 | 178           | 181           | 181           | 181           | 220            | 226            | 228            | 226            | 407 DSQ    |
| —                 | KAZ Almas Uteshov        | A     | 93.15 | 167           | 173           | 175           | 175           | 213            | 220            | 225            | 220            | 395 DSQ    |
| —                 | AZE Intiqam Zairov       | A     | 93.17 | 175           | 175           | 182           | 182           | 215            | 223            | 225            | 215            | 397 DSQ    |
| —                 | ALB Endri Karina         | B     | 93.90 | 155           | 155           | 161           | 155           | 185            | 190            | 195            | 195            | 350 DSQ    |

Legenda
| Recorde mundial      | Recorde mundial (World record)               |                       | Recorde africano                      | Recorde africano (African) |                                           | Q | Classificado por posição (Qualified) |
| Recorde olímpico     | Recorde olímpico (Olympic record)            | Recorde da América    | Recorde da América (Americas)         | q                          | Classificado por melhor tempo (Qualified) |   |                                      |
| Melhor marca do ano  | Melhor marca do ano (World leading)          | Recorde asiático      | Recorde asiático (Asian)              | DNS                        | Não largou (Did not start)                |   |                                      |
| Recorde nacional     | Recorde nacional (National record)           | Recorde europeu       | Recorde europeu (European)            | DNF                        | Não terminou (Did not finish)             |   |                                      |
| Recorde pessoal      | Recorde pessoal do atleta (Personal best)    | Recorde da Oceania    | Recorde da Oceania (Oceania)          | DSQ / DQ                   | Desclassificado (Disqualified)            |   |                                      |
| Recorde da temporada | Recorde da temporada do atleta (Season best) | Recorde sul-americano | Recorde sul-americano (South America) | NM                         | Sem marca (No mark)                       |   |                                      |